# Trangviksposten
Trangviksposten var en norsk skämttidning i form av en fiktiv lokaltidning som utkom i Aftenpostens söndagsnummer mellan 1899 och 1907. Dess författare och redaktör var Jacob Hilditch.
Trangviksposten, som är en av förebilderna till Grönköpings Veckoblad, är en satir över norska lokaltidningar och de sociala förhållandena i norska småstäder under 1800-talets slut. Den fiktiva kuststaden Trangvik är belägen mellan Horten och Kristiansand.
Trangviksposten har flera gånger utkommit i bokform, första gången år 1900. År 1927 gjordes stumfilmen Den glade enke i Trangvik som bygger på teman från Trangviksposten.